# Relations entre l'Australie et l'Espagne
Les relations entre l’Australie et l’Espagne font référence aux relations bilatérales entre l’Australie et le royaume d’Espagne.

## Histoire
La première présence avérée de navigateurs espagnols près de l'Australie date de 1606. En 1605, l'espagnol Luis Váez de Torrès est second de l'expédition dans le Pacifique, dirigée par l'explorateur portugais Pedro Fernandes de Queirós. En septembre 1606, ils atteignent le détroit qui sépare l'Australie et la Nouvelle-Guinée, après avoir découvert la pointe septentrionale de l'Australie, le Cap York.
En 1793, l'expédition Malaspina arrive à Port Jackson, sur la côte de Nouvelle-Galles du Sud, une colonie établie par les Britanniques en 1788. L'un des deux explorateurs est l'espagnol José de Bustamante y Guerra.
La ruée vers l'or dans l'État du Victoria dans les années 1850 marque le début de l'immigration d'espagnols en Australie. Le premier restaurant espagnol ouvre à Melbourne en 1860. En 1871, 135 espagnols vivent dans le Victoria.
Pendant la Guerre civile espagnole (1936-1939), l'Australie est officiellement neutre. Cependant, au moins 66 australiens s'engagent dans les brigades internationales et se battent du côté du camp républicain. Plusieurs personnes servirent également en tant que personnel médical. Un mémorial commémorant leur engagement dans la guerre est dévoilé le 11 décembre 1993 dans Lennox Gardens à Canberra.

## Relations diplomatiques
Les relations diplomatiques entre l'Australie et l'Espagne sont établies le 26 octobre 1967 et l'ambassade espagnole à Canberra ouvre le 3 mai 1968. De l'autre côté, le 3 décembre 1967, Lawrence John Lawrey est nommé ambassadeur d'Australie en Espagne.
En 2017 et 2018, les deux pays célébrent le cinquantième anniversaire de leur relation bilatérale.

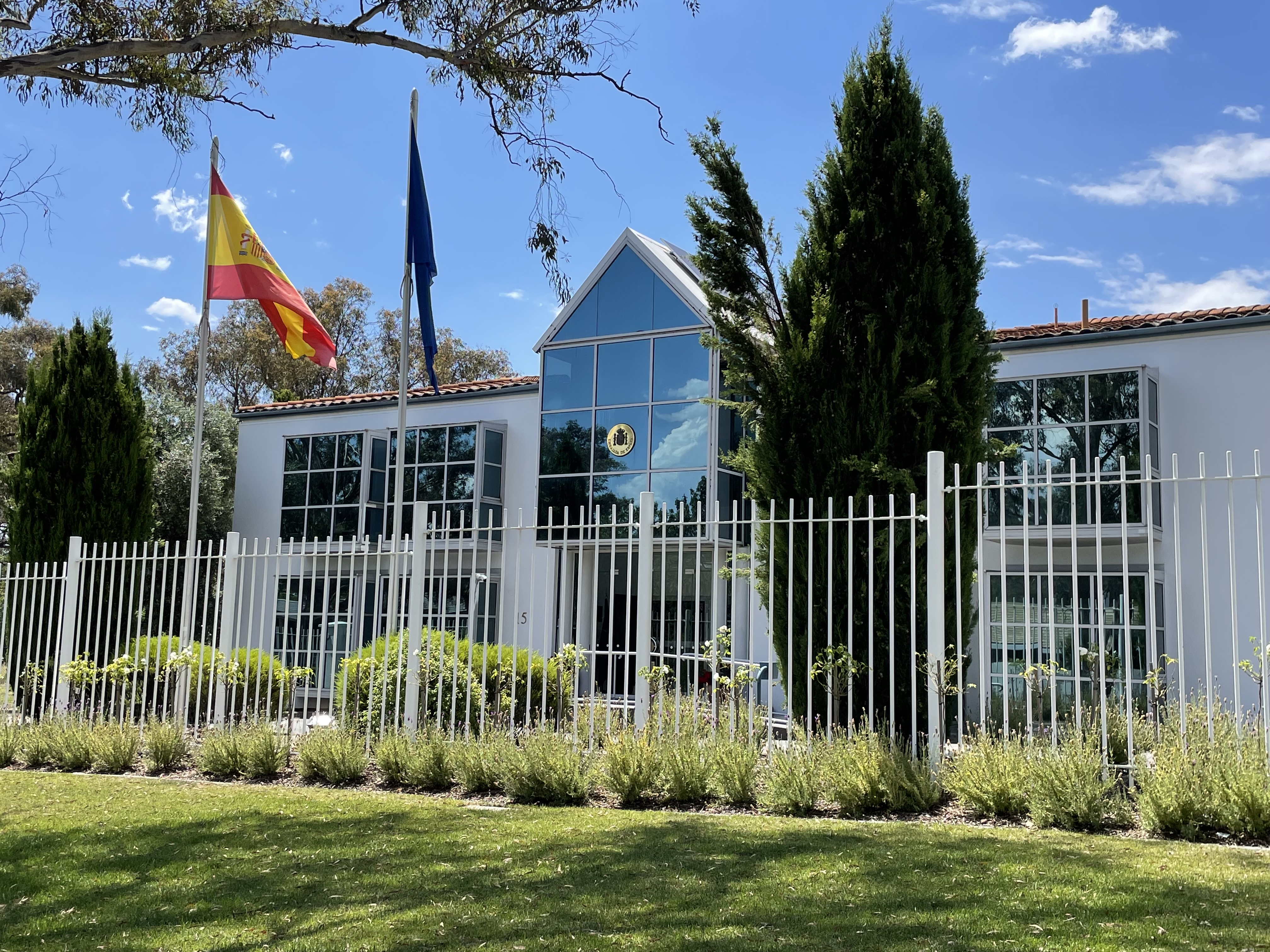
Ambassade d'Espagne à Canberra.

### Ambassades
L’Australie possède une ambassade à Madrid. Depuis avril 2024, l’ambassadrice est Rosemary Morris-Castico.
L’Espagne possède une ambassade à Canberra, ainsi qu’un consulat général à Melbourne et à Sydney. Depuis septembre 2024, l’ambassadrice est Esther Monterrubio Villar (es).

### Visites et rencontres
En 1988, le roi d'Espagne Juan Carlos Ier et la reine Sophie sont en visite officielle en Australie. Ils assistent au Spanish National Day lors de l'exposition internationale de Brisbane le 14 juin, et ils présentent une statue de l'explorateur Pedro Fernandes de Queirós à Sydney le 17 juin.
En 1990, le prince Felipe est en visite officielle en Australie du 5 au 10 juillet. Il prononce un petit discours dans le chambre des représentants.
En 2000, la reine Sophie et ses enfants assistent aux Jeux olympiques de Sydney.
En 2009, le roi Juan Carlos Ier et la reine Sophie sont en visite officielle pendant trois jours. Ils se rendent au mémorial australien de la guerre et s'entretiennent avec plusieurs personnalités politiques.
En 2011, la gouverneure générale d'Australie Quentin Bryce s'entretient en Espagne avec le prince et la princesse des Asturies.
En 2014, le premier ministre espagnol Mariano Rajoy participe au sommet du G20 qui se tient à Brisbane, en Australie.
Le 28 juin 2022, le premier ministre australien Anthony Albanese est en visite officielle en Espagne, où il s'entretient avec le chef du gouvernement espagnol, Pedro Sánchez,.
En septembre 2022, la ministre espagnole de l'industrie et du tourisme, Reyes Maroto, se rend en Australie et rencontre le ministre de la Défense, Richard Marles, et le ministre du commerce et du tourisme, Ed Husic (en). Elle inaugure aussi le premier système de stockage d’énergie par batterie à Canberra, produit par l'entreprise espagnole Naturgy.

## Traités bilatéraux
L'Australie et l'Espagne ont signé plusieurs traités bilatéraux. Parmi eux, on peut citer le traité d'extradition (Treaty on extradition between Australia and Spain) de 1988, l'accord sur la coopération dans les domaines culturels, éducatifs et scientifiques (Agreement on Cultural, Educational and Scientific Co-operation between Australia and Spain) de 1991 et l'accord relatif aux services aériens (Agreement between Australia and the Kinddom of Spain relating to air services) en 2011.

## Relations économiques
En 2023, le montant des échanges entre les deux pays s’élève à 5 milliards de dollars, en majorité des produits importés en Australie depuis l’Espagne (3,6 milliards).
La même année, l’Australie investit 17,4 milliards de dollars en Espagne. Les investissements ciblent principalement les secteurs de l’énergie, des ressources et des infrastructures. Les compagnies australiennes présentes en Espagne, dont Macquarie Group, IFM Investors, Sandfire and Goodman, investissent également dans l’exploitation minière et les télécommunications.
Les investissements espagnols en Australie sont estimés à 4,8 milliards de dollars, surtout dans les infrastructures et les énergies renouvelables. Ils sont réalisés par des entreprises telles que Iberdrola, Acciona, Ferrovial et Navantia.

## Population
En 2021, 18 960 australiens indiquent être nés en Espagne et 128 000 avoir des origines espagnoles. En 2022, 7 000 australiens vivent en Espagne.
La même année, il y a 3 400 étudiants espagnols en Australie, et 1 400 personnes qui profitent du programme Work and Holiday Visa établi entre les deux pays pour faciliter les échanges . 